# Чукча (приток Буор-Юряха)
Чу́кча — река в Абыйском улусе Якутии, левая составляющая Буор-Юряха. Длина реки — 187 км. Площадь водосборного бассейна — 2010 км².
Исток реки находится на северо-западе Момского хребта на высоте более 844 м над уровнем моря. От истока течёт в северо-восточном направлении, сначала в межгорном ущелье, затем выходит на Абыйскую низменность, где течёт параллельно Саканье, на берегах доминирует лесотундра. Встречаются наледи. Постепенно поворачивает на север и северо-запад. В низовьях вновь устремляется на северо-восток, где встречается большое число озёр, из некоторых принимает сток. Река активно меандрирует. Сливаясь с рекой Саканья, образует Буор-Юрях на отметке ниже 41 м над уровнем моря, в 150 км от устья Буор-Юряха. Ширина перед устьем — 24-47 м при глубине 1,2-1,5 м; скорость течения в низовьях составляет 0,5 м/с. Населённые пункты на реке отсутствуют.

## Основные притоки
Указаны поименованные притоки длиной 30 км и более.
| Название   | Расстояние от устья | Длина | Положение |
| ---------- | ------------------- | ----- | --------- |
| Дулеа-Юрях | 36                  | 53    | правый    |
| Авлын      | 65                  | 123   | левый     |
| Дёлуоткич  | 64                  | 43    | правый    |

## Данные водного реестра
По данным государственного водного реестра России и геоинформационной системы водохозяйственного районирования территории РФ, подготовленной Федеральным агентством водных ресурсов:
- Бассейновый округ — Ленский
- Речной бассейн — Индигирка
- Речной подбассейн — нет
- Водохозяйственный участок — Индигирка от впадения Момы до водомерного поста Белая Гора
- Код водного объекта — 18050000312117700060004